# Dialetto comasco
Il dialetto comasco è un dialetto appartenente al ramo occidentale della lingua lombarda. Il termine può indicare indifferentemente sia il dialetto parlato nella città di Como che l'insieme delle varietà affini parlate nel territorio comasco.

## Storia
Per comprendere l'evoluzione di questo dialetto è necessario riconoscerne l'origine e gli influssi. Nell'antichità, la zona del Lario fu occupata da Orobi, Leponzi ed Etruschi; successivamente, fu oggetto di importanti invasioni da parte delle tribù celtiche dei Galli, così come il resto della Valle Padana, che scardinarono il sistema sociale precedente. Nel periodo romano, il latino è stato deformato dal sostrato celtico, che sarà determinante nella formazione fonetica e lessicale dell'odierno dialetto. Nell'alto Medioevo l'area fu occupata dai Longobardi, i quali probabilmente parlavano un dialetto della lingua sassone e che portarono un ulteriore - seppur minoritario - apporto lessicale. Nel basso Medioevo, il territorio lariano entrò a far parte del Ducato di Milano, del quale seguirà le sorti.

## Caratteristiche

### Estensione territoriale
Bernardino Biondelli, nel suo «Saggio sui dialetti gallo-italici» del 1853, descrive il dialetto comasco come il dialetto parlato «in quasi tutta la Provincia di Como, tranne l'estrema punta settentrionale al di là di Menaggio e di Bellano, a destra e a sinistra del Lario; in quella vece comprende la parte meridionale e piana del Cantone Ticinese, sino al Monte Cenere». La provincia comasca comprendeva, a quel tempo, anche le città di Varese e Lecco; in questo senso, il Biondelli considera varianti del dialetto comasco anche il dialetto varesino ed il dialetto lecchese. Anche i dialetti del Mendrisiotto e del Luganese, territori appartenenti al Canton Ticino, sono ascritti dal Biondelli a varianti del comasco; così anche i dialetti del Canturino e dell'Alta Brianza comasca, appartenenti a tutt'oggi alla Provincia di Como. Al contrario, individua come varianti del dialetto valtellinese i dialetti parlati nell'Alto Lario.
Fabio Pusterla, nel suo «Il dialetto della Valle Intelvi» del 1981 e nel successivo «Cultura e linguaggio della Valle Intelvi» del 1983, parla di «koinè comasca» e «koinè comasco-luganese» con riferimento alle varietà della lingua lombarda parlate tra i laghi di Como e Lugano, includendo nella sua analisi i dialetti compresi tra «la sponda occidentale del Lario e quella nord-occidentale del Ceresio», in particolare nei centri urbani di Como, Mendrisio e Lugano, da cui si discostano parzialmente - ma non in modo sostanziale - le parlate delle valli circostanti.

### Ortografia e fonetica

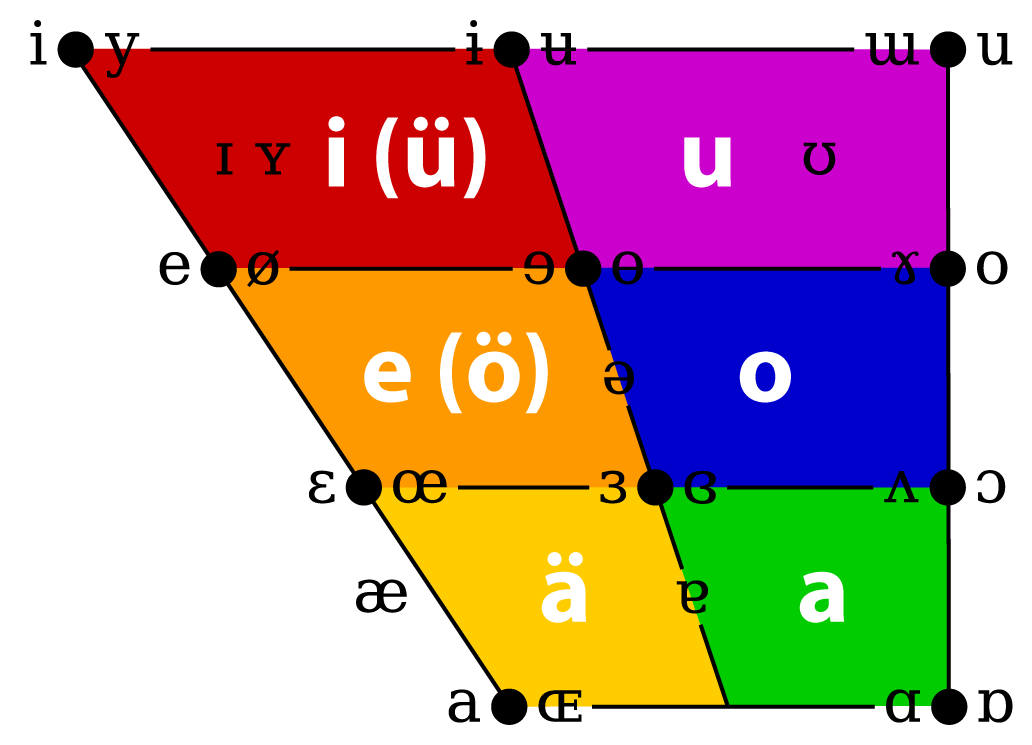
Aree di distribuzione (colorate) dei grafemi vocalici (in bianco) utilizzati dall'ortografia ticinese per rappresentare i suoni del diagramma vocalico IPA (in nero); le dieresi rappresentano la anteriorizzazione delle posteriori a, o e u.

Mentre Pietro Monti, nel suo «Vocabolario dei dialetti della città e diocesi di Como» del 1845, utilizzava la grafia classica ereditata dalla letteratura milanese, nel corso del Novecento nel Comasco si è diffuso il sistema di scrittura detto ticinese (in quanto mutuato dal Vocabolario dei dialetti della Svizzera italiana, nato nel 1907), in particolare grazie ai libri pubblicati a partire dal 1969 dall'associazione culturale Famiglia Comasca: questa ortografia si basa sugli elementi etimologici della lingua italiana, cui si aggiunge l'uso delle dieresi per la rappresentazione delle vocali anteriorizzate (le cosiddette "vocali turbate", assenti in italiano), come nella lingua tedesca.
Nel dialetto comasco si ritrovano gli stessi fonemi vocalici che generalmente contraddistinguono i dialetti romanzi di tipo lombardo, la cui pronuncia esatta è però fisiologicamente variabile, oltre che in base alla situazione del singolo fonema all'interno della parola (tonicità e lunghezza, presenza di nessi e di nasali), anche nelle singole varietà locali.

#### Vocali[15][16][17][18]
- à (/a/), la cui pronuncia effettiva è variabile sia in apertura ([ä~ɐ]), sia in avanzamento ([a~ɑ]), sia in arrotondamento[19][20];
- ä (/æ/), intermedia tra le vocali à ed è (di uso estremamente raro, essendo limitato ad alcune varietà periferiche[21]);
- è (/ɛ/), corrispondente alla pronuncia aperta del grafema <e>;
- é (/e/), corrispondente alla pronuncia chiusa del grafema <e>;
- ì (/i/), la cui pronuncia effettiva è variabile in apertura ([ɪ~i]);
- ò (/ɔ/), corrispondente alla pronuncia aperta del grafema <o>;
- ó (/o/), corrispondente alla pronuncia chiusa del grafema <o>;
- ö (/ø/), analoga alla rispettiva lettera tedesca, la cui pronuncia è variabile in apertura ([œ~ø])[12];
- ù (/u/), la cui pronuncia effettiva è variabile in apertura ([ʊ~u]);
- ü (/y/), analoga alla rispettiva lettera tedesca, la cui pronuncia è variabile in apertura ([ʏ~y]).

L'accento grafico, come nella grammatica italiana, è posto per identificare le vocali toniche, ossia quelle su cui cade l'accento della parola; ma, per ragioni pratiche, al di fuori dei testi accademici - come nella poesia - gli accenti grafici sono comunque utilizzati solo quando strettamente necessario, in genere nei casi in cui la vocale tonica è nell'ultima sillaba della parola (parole tronche), come nel caso di paltò /pal'tɔ/ (giacca) o di Campiùn /kam'pjun/ (Campione).
Se la vocale da accentare presenta già la dieresi, è sottintesa essere la vocale tonica, come in cumün /ku'myn/ (comune), salva l'indicazione esplicita di un accento su un'altra vocale; altro caso di omissione generalizzata dell'accento grafico si ha con le consonanti geminate a fine parola, le quali seguono sempre una vocale tonica breve, come nel caso di sidell /si'dɛl/ (secchio).
Le vocali lunghe vengono geminate (raddoppiate) anche nell'ortografia, come nel caso di cöör /kø:r/ (cuore), dutuur /du'tu:r/ (dottore), assee /a'se:/ (abbastanza) e scitaa /ʃi'ta:/ (città): essendo le vocali lunghe sempre toniche, anche nel caso delle geminate l'accento grafico è generalmente omesso, come negli esempi precedenti; questo è favorito dal fatto che, almeno nelle pronunce più convenzionali, i fonemi lunghi non hanno distinzione tra variante chiusa e aperta.
Le vocali atone sono invece rappresentate sempre e solo senza accento (a, e, i, o, ö, u, ü), anche in questo caso grazie al fatto che il grado di apertura delle vocali atone non ha carattere distintivo della parola (come invece nei casi delle toniche ò e ó, o di è ed é); la presenza di un fonema ö atono è peraltro quasi nulla nei dialetti del Comasco, in quanto uno dei caratteri più comuni della pronuncia lombarda in questo territorio è il passaggio di tutti gli allofoni tonici di o (ò, ó e ö) verso u quando in posizione atona.

#### Consonanti[15][17][18][23]
- -c in finale di parola è palatale (pronuncia [ʧ]), come nella parola leenc (leggere) e nell'italiano cera.
- -ch in finale di parola è velare (pronuncia [k]), come nella parola cumasch (comasco) e nell'italiano cane.
- h- ad inizio parola (pronuncia [h]), estremamente rara e periferica, è l'aspirazione delle consonanti f- e v-, come in höja (foglia, nella variante muncecch)[24] e nell'inglese house[25].
- j rappresenta la i consonantica (pronuncia fonetica [j]), come nell'italiano soia; per semplicità grafica, è generalmente rappresentata sempre con i, tranne che in posizione intervocalica, come nella parola pajee (pagliaio).
- n (pronuncia [n]) diventa nasale ([ŋ]) quando precede un'altra consonante o in fine di parola, come in anmò (ancora) e nissön (nessuno), salvo quando deve raccordarsi alla vocale iniziale della parola seguente.
- s è sorda (pronuncia [s]) in tutte le posizioni, come nella parola sarà (chiudere); quando compresa tra due vocali, è sonora (pronuncia [z]), come nella parola tusa (ragazza).
- -ss- è breve e sorda (pronuncia [s]) quando compresa tra due vocali, come nella parola püssee (di più) e nell'italiano pensare; il suo utilizzo è necessario per distinguerla dalla variante sonora intervocalica -s- ([z]).
- sg, variante sonora di sc, quando seguito da i, e o a fine parola, è analogo alla lettera francese j (pronuncia [ʒ])[12][26][27], come nella parola sgiügà (giocare).
- s'c (pronuncia [sʧ]), come nella parola s'cepà (rompere); l'apostrofo serva a distinguere questo nesso dal suono di sc- [ʃ];
- s'g (pronuncia [zʤ]), come nella parola s'giafùn (schiaffo); l'apostrofo serva a distinguere questo nesso dal suono di sg- [ʒ];
- w rappresenta una u semivocalica (pronuncia [w]), come nella parola waca (vacca)[28] e nell'italiano uomo; per semplicità grafica, è generalmente utilizzata la più comune u.
- z è sorda (pronuncia [ʦ]) in tutte le posizioni, come nella parola zoca (buca); quando compresa tra due vocali, diventa sonora (pronuncia [ʣ]), come nella parola rüzà (spingere).
- -zz- è breve e sorda (pronuncia fonetica [ʦ]) quando compresa tra due vocali, come nella parola spüzza (puzza) o nell'italiano calza; il suo utilizzo è necessario per distinguerla dalla variante sonora intervocalica -z- ([ʣ]).

Le consonanti lunghe (e graficamente geminate, doppie) non sono mai presenti all'interno delle parole, come invece avviene sovente in italiano; sono presenti in fine parola per rappresentare il legame con la prima vocale della parola successiva all'interno della frase, come in fulciott (roncola). In caso di raddoppio, la consonante n è generalmente pronunciata alveolare (come nell'italiano panna) e non velare, anche se a fine parola, come in donn (donne).
In alcune varianti del dialetto comasco, la consonante s è pronunciata come sc nell'italiano scena (pronuncia [ʃ]) quando è seguita da una consonante sorda, come nella parola specià (aspettare); quando s è invece seguita da consonante sonora, è pronunciata come sg palatale (j francese, pronuncia [ʒ]), come nella parola sgambada (passeggiata). Questa pronuncia è una caratteristica sistematica e allofona di queste varianti; per tale ragione non viene mai segnata graficamente.

## Varianti
Tra paese e paese, si sono sviluppate notevoli differenze causate dalle non facili possibilità di frequentazione nei secoli passati, soprattutto nelle valli più isolate tra le montagne del lago; le parlate del Comasco sono infatti distinte primariamente tra la koinè di pianura (parlata nelle aree urbane, in particolare tra i centri di Como, Mendrisio e Lugano) e quelle montane, che presentano tratti più arcaici.

### Città di Como
Il dialetto comasco in senso stretto, quello parlato nella città di Como e con la maggiore produzione letteraria, è il più vicino al dialetto milanese ed al dialetto brianzolo; secondo il Monti, infatti, il «dialetto proprio di Como, quello che si parla in Como e nelle vicine terre per un quindici miglia circa [25 km, ndr] poco si discosta dal milanese» perché «pei progressi del commercio e della cultura letteraria [...] si obliarono le forme vetuste; e la favella si andò sempre più avvicinando alla comune lingua italiana». Sempre per il Monti, il comasco si distingue dal milanese per «l'uso frequente [...] del suono sc, in luogo della s o della c» e per la variazione in a della e atona (ad esempio sémpar in luogo di sémper e ta càntat in luogo di te càntet).
All'interno della città murata (il centro storico), era osservato il passaggio di o ad u anche in posizione tonica, come nelle parole Cùmm (Como), dù (due femminile) e nagùtt (niente), invece dei più diffusi Còmm, dò e nagótt. Nei quartieri settentrionali della città, in particolare Ponte Chiasso e Monte Olimpino, al confine con il comune di Chiasso e il Canton Ticino, la parlata ha forti similitudini con quella del Mendrisiotto; qui era presente un accentuato rotacismo, che è rintracciabile nel nome dialettale di Monte Olimpino, Mundrumpìn (dal latino volgare Monte Lompino).

### Basso Lario e Mendrisiotto
Sulle sponde del Lario in prossimità della città e nelle valli attigue, sono parlati dialetti con caratteristiche che differiscono leggermente dalla pronuncia urbana, in particolare in Val d'Intelvi, per via dell'isolamento dovuto alle caratteristiche montane del territorio. Nel paese di Palanzo, sulla sponda orientale del ramo comasco del Lago, è stata osservata la vocale tonica velare á, intermedia tra à e ò, in presenza del nesso an, come nelle parole tánt (tanto), gránt (grande), Palánz (Palanzo) e stánza (stanza), fenomeno osservato anche nell'Alto Lario.
Nel Mendrisiotto, estrema punta meridionale del Canton Ticino e immediata periferia settentrionale della città di Como, si osserva la realizzazione dell'etimo latino al nel suono ol, come nelle parole cólt (caldo), vólt (alto) e fólc (falce), così come in Val d'Intelvi; in posizione atona, la vocale ó si trasforma regolarmente in u, come in culzùn (calzoni), fulcìn (falcetto) e sultà (saltare). Secondo Lurà, questa pronuncia «è considerata il tratto fonetico più importante del Mendrisiotto da Keller, che lo ritiene la caratteristica che più chiaramente certifica l'appartenenza, dal punto di vista dialettale, di questa regione al ceppo comasco-milanese». Come nel comasco urbano, nel Mendrisiotto e in Val d'Intelvi si osservano il generale passaggio in a della e atona, come in nümar (numero), sarà (serrare, chiudere) e pùlvar (polvere), e - viceversa - il passaggio in e della a atona, come in pjesé (piacere), fredéll (fratello) e restèll (rastrello).
Altre caratteristiche peculiari che accomunano le parlate del Mendrisiotto a quelle del contado comasco, differenziandole però sia dal milanese classico che dal comasco urbano, sono la pronuncia é della vocale latina e italiana i, sia in posizione tonica e che atona, come nelle parole mé/té (io/tu), maténa (mattina), veséna (vicina), strénc (stringere) e scerésa (ciliegia), ed il nesso finale -ru, come in négru (nero), védru (vetro) e quàtru (quattro), in regressione rispetto alle varianti urbane in -ar, come négar, védar e quàtar. L'esito -ru è rintracciabile anche in Val d'Intelvi, dove talvolta si presenta anche con un arcaico -ri, come in setémbri (settembre), utùbri (ottobre), nuvémbri (novembre) e dicémbri (dicembre).
Tanto nel Mendrisiotto quanto in Val d'Intelvi, le s che precedono un'altra consonante sono pronunciate palatali, segnatamente nei suoni sc davanti a consonante sorda, come nella parola stüva (stufa), ed sg di fronte a consonante sonora, come in sbèrla (schiaffo). In quest'area si verifica anche - limitatamente ad alcune parole - lo spostamento della ü lombarda in ö, come nelle parole löna (luna), vöna (una) e föm (fumo), fenomeno osservabile anche nelle varianti parlate sulla sponda comasca del Lario.
Nella Valle di Muggio, fino all'inizio del secolo scorso, si osservava la variazione in è della tonica à, come nelle parole grènt (grande), bjènch (bianco) e chèmp (campo), oggi scomparse; questa pronuncia si presentava con il suono ä in Val Mara e in Val d'Intelvi (in particolare a Lanzo), ma sopravvive solo nella parlata di Pigra, come nelle parole gämba (gamba), sämpru (sempre) e tänci (tanto). La parlata di Pigra si distingue in particolare anche per l'indebolimento della consonante v in w, come in wàca (vacca) - fenomeno rintracciabile talvolta anche nel resto della valle - e per una marcata palatizzazione in c, come in nàcc (andato), tänci (tanto) e cunìcc (coniglio), invece delle più diffuse forme nàa, tàant e cunìli; è anche riscontrabile una leggera retroflessione dei nessi tr e dr, come in intréech (intero).

### Centro Lario e Ceresio
I dialetti parlati sulla sponda occidentale del Lago di Como, a nord della città, sono informalmente chiamati laghée, dall'analogo termine dialettale utilizzato per indicare gli abitanti del lago. Il termine è reso famoso dal cantautore Davide Van De Sfroos, artista di Mezzegra (Tremezzina), che definisce «dialetto laghée» o «dialetto comasco laghée» la parlata utilizzata nelle sue canzoni. Confrontando le forme dialettali utilizzate dal cantante con la variante urbana del dialetto comasco, si possono notare:
- l'articolo determinativo maschile el, come in «el mustru» (il mostro)[50], che si differenzia da ul, diffuso nella città di Como[51].
- il mantenimento della e atona in tutte le posizioni, come in ghe (gli, a lui)[50], per (per)[50] e te vöret (tu vuoi)[50], invece di ga[52], par[53] e ta vörat[54].
- il passaggio di ü lombarda in ö e œ (osservabile nel Mendrisiotto e nell'Alto Lario[45]), come in nissœn (nessuno)[50], pjœ (più)[55] e brögna (prugna)[50], invece di nissün[52], püü[56] e brügna[57].
- il passaggio di ì tonica in é (osservabile anche nel Mendrisiotto[42]), come in mé (io, me), té (tu, te) e ché (qui)[58], invece di mì, tì[52] e chì[56].
- il finale -én ed -éna dei diminutivi, come in destén (destino), benzéna (benzina) e missultén (missoltini)[50], invece di destìn, benzìna e missultìtt[59].
- il finale -ón ed -óna degli accrescitivi, come in canzón (canzone)[55], curóna (corona)[55] e culzón (pantaloni)[55], invece di canzùn, curùna e culzùn[59].
- il finale -ru di alcune parole (osservabile anche nel Mendrisiotto[43]), come quàtru (quattro)[58], sémpru (sempre)[55] e négru (nero)[50], invece di quàtar (quattro)[60], sémpar (sempre)[56] e négar (nero)[43].

In Val Cavargna (all'estremità orientale del Ceresio), a fianco del tradizionale dialetto locale, si è sviluppato un gergo assolutamente originale, il rungìn, incomprensibile ai non iniziati; esso è utilizzato in particolare nel paese di Vegna, frazione di Cavargna. Questo gergo è fortemente influenzato dall'italiano e dalle altre parlate con cui venivano in contatto gli uomini della valle, impegnati tradizionalmente nel mestiere di magnano ambulante (in Brianza, nel Lodigiano e nella Bergamasca), che lo svilupparono con lo scopo di «non farsi capire». Il rungin è sostanzialmente identico al rügin, gergo utilizzato dagli abitanti della Val Colla, valle del Luganese attigua alla Val Cavargna. Alcune delle espressioni che contraddistinguono il gergo rungìn sono «ul mè vél» (io), «ul tò vél» (tu), «d'ul mè vél» (mio), «büsc» (non), «nìpa» (niente), «sédess» (sì, letteralmente sedici), brùnza (testa), uchéla (voce), baldisséra (giorno) e sbirgnìr (morire); il 67% di queste parole risulta comune a quello di altri gerghi o dialetti italiani.
Le donne della Val Cavargna continuano invece ad utilizzare la variante locale del dialetto comasco, tanto che gergo e dialetto sono percepiti rispettivamente come lingua degli uomini ambulanti e lingua delle donne, della famiglia e dell'agricoltura/allevamento, pur influenzandosi vicendevolmente. La pronuncia della parlata di Vegna e Cavargna si distingue per la caduta occasionale della r, come in seradüa (serratura), e per la presenza di -i finale, come in végi (vecchio), léci (letto) e gérli (gerlo); a San Nazzaro la r si palatizza invece in j, come in düja (dura) e caldüja (calura).

### Alto Lario
Il Biondelli considerava i dialetti dell'Alto Lario come varianti del dialetto valtellinese; similmente, il Monti notava che il «dialetto delle tre pievi Dongo, Gravedona e Sorico, all'estremità del nostro lago, e dei luoghi vicini, ha voci proprie; ma in alcuni comuni, quali sono Bugiallo, Sorico e Colico, somiglia a quello dei Valtellini». In quest'area si può verificare, come anche nel Mendrisiotto, lo spostamento della ü lombarda in ö, come nelle parole löna (luna), fjöm (fiume), sö (su), osservate a Musso e Gravedona. Nel paese di Gera, è stata osservata la vocale tonica velare á, intermedia tra à ed ò, in presenza del nesso an (presente anche nel Basso Lario), come in bjánch (bianco), cámp (campo) e sánt (santo), ma anche in cáa (cane), páa (pane) e máa (mano), parole in cui la finale n viene elisa.
Nella Valle Albano è parlata la variante chiamata muncèch, appartenente anch'essa al gruppo dei dialetti comaschi di montagna affini ai dialetti valtellinesi. Le principali caratteristiche sono:
- l'aspirazione di f- ad inizio parola, indicata con h-[15], come nelle parole hà (fare), höja (foglia), hén (fieno) e hémen (femmine)[20][24].
- il passaggio dei gruppi pj e bj a c e g palatali, come in ciàn (piano), ciöv (piove), ciü (più) e giànch (bianco)[20][24].
- il participio passato realizzato con -ù piuttosto che con -àa, come in fiucù (nevicato), s'cepù (spaccato), purtù (portato) e leù (alzato)[20][24].
- la velarizzazione di -a in posizione atona finale (-å), come in fiòcå (nevica), tajàvå (tagliava) e àquå (acqua)[20].
- l'indebolimento di r in d, fino alla sparizione, come in sudèla (sorella), pìuda (pecora), mesüa (misura) e tìa (tira)[20].

Il dialetto del paese di Germasino si distingue in particolare per la presenza dei gruppi tr e dr con r retroflessa (come nella lingua inglese), non riscontrata negli altri paesi dell'area muncèch, dovuta presumibilmente all'influenza della pronuncia siciliana importata dagli abitanti emigrati in quella regione.

### Olgiatese e Bassa Comasca
Nell'area più settentrionale dell'Olgiatese, in particolare nei paesi molto vicini al confine svizzero, come Albiolo ed i comuni della Valmorea e della Val Mulini, la parlata locale risulta molto vicina a quella del Mendrisiotto e della Valle Intelvi. Inoltre a riguardo dell'alto Olgiatese, nei paesi più prossimi alla città di Varese, come Binago, Cagno e Rodero, la parlata locale risente dell'influsso del vicino dialetto varesotto.
Nel Basso Olgiatese (a Sud della cittadina di Olgiate) la parlata è molto simile a quella cittadina, anche se meno nobile.
Nella Bassa Comasca, nei paesi in prossimità della città di Saronno, come Rovellasca, Rovello Porro e Turate, la parlata sfuma nei dialetti dell'Alto Milanese.

## Proverbi
- I danè fan danà, minga avegan fan crepà. (Il danaro fa dannare, ma a non avercelo fa crepare)
- Quell che se diss in di urecc el tee migna né cold né frecc. (Quello che si dice nelle orecchie non fa ne caldo ne freddo.)
- Né per tort né per reson lasess mai regund in preson. (Né per torto ne per ragione non farti mai portare in prigione.)
- Quanta ul suu el tramunta, l'asen el se 'mpunta. (Quando il sole tramonta, l'asino si impunta.)
- Se te vöret viv san e cuntent stà 'n poo luntan di töö parent. (Se vuoi vivere sano e contento stai un po' lontano dai tuoi parenti.)
- El gatt al gà i zamp ma i zamp ghan mia el gatt. (Il gatto ha le zampe ma le zampe non hanno il gatto.)
- Chi mal intend, pesc respund: iscì fann i asen de tütt ul mund. (Chi male intende peggio risponde: così fanno gli asini di tutto il mondo.)
- Quanta ul Legnon el g'haa sü ul capell, trà via la ranza e ciapa ul restell (Quando il Legnone ha il capello, metti via la falce e prendi il rastrello)
- La pagüra a l'è fada a mazüü e la ciapa chi la vüü (La paura è fatta a mazzuole (fasci) e la prende chi la vuole)
- La man che fà 'ndà 'na cüna la tee in pee ul mund (La mano che culla sorregge il mondo).
- Pret e re o dì ben o tasè (Di preti e re o dir bene o tacere)
- Andà in gesa lè cume giugà vintses su la roda de scorta. (Andare in chiesa è come giocare ventisei sulla ruota di scorta.)
- Rubà zücch e raa fa minga pecaa (Rubare zucche e rape non fa peccato)
- O par ul pè o par la gamba al sumea ala sua cavala (Per il piede o per la gamba assomiglia alla sua cavalla (inteso come ai genitori))
- Crapa pelada la fa i turtei e ia vend a dusent ghei (Testa pelata fa i tortelli e li vende a duecento centesimi.)
- Zücch e donn brütt ga nè da partütt (Di zucche e donne brutte ce n'è dappertutto)
- Prima fa scapà ul purcell, pö sara sü ul stabiell (Prima fa scappare il maiale poi chiude il recinto) (riferito a una persona incapace o non molto sveglia)
- Ul laurà dala festa al ven dentar dala porta e al và föra dala fenestra (Il lavoro fatto in giorno di festa entra dalla porta ed esce dalla finestra)
- Chi el magna mia in cumpagnia o lè un ladru o el magna mia (Chi non mangia in compagnia o è un ladro o non mangia)
- San Bastian, fregg da can (Nel giorno di San Sebastiano c'è sempre un freddo da cani)
- L'öv crü al g'haa sett virtü l'öv cott na perd vott (L'uovo crudo ha sette virtù, l'uovo cotto ne perde otto)
- Var pusee un andà che cent andemm (Vale più un andare che dire cento volte andiamo)
- Dulza l'uga... (Dolce la vita...)
- Var püsee l'ubedienza che cent'ann de penitenza (Vale di più l'obbedienza che cento anni di penitenza)[65]

## Letteratura
Negli ultimi tempi alcuni autori, come Ezio Cariboni e Luciana Galimberti, hanno impiegato il dialetto comasco in alcune composizioni poetiche.